# Juliana Toro
Juliana Toro, född 29 januari 1995 är en volleybollspelare (libero).
Toro spelar med Colombias landslag och har med dem tagit silver vid sydamerikanska mästerskapen 2019 och 2021 och deltagit vid VM 2022. Hon har spelat med klubbar i Colombia och Rumänien.